# Ferdinand de Jonghe d'Ardoye
Ferdinand de Jonghe d'Ardoye (Sint-Gillis, 7 juni 1911 - Brussel, 5 januari 1989) was een Belgisch historicus en heraldicus.

## Familie
De familie de Jonghe, houder van de heerlijkheid Ardooie, werd in 1690 voor het eerst formeel in de adelstand opgenomen in de persoon van Baudouin de Jonghe. In 1772 werd Theodore de Jonghe vereerd met de erfelijke titel van burggraaf. Die zijn zoon, Theodore-Jean de Jonghe (1747-1828) werd in 1818 in de adelstand bevestigd, met de erfelijke titel van burggraaf.
Ferdinand stamde af van de jongste zoon van Theodore junior, Auguste de Jonghe d'Ardoye (1783-1868), die adelserkenning verkreeg in 1827 en die lid was van het Nationaal Congres en Belgisch senator werd. Deze betovergrootvader van Ferdinand mocht in 1857 'd'Ardoye' aan zijn naam en aan die van zijn nakomelingen toevoegen.
Ferdinand was een zoon van burggraaf Theodore-Alexandre de Jonghe d'Ardoye (1874-1965) en van gravin Marguerite d'Arschot Schoonhoven (1879-1926). Hij trouwde met gravin Irène Cornet de Ways-Ruart (1921-2008) en ze kregen vier kinderen.

## Levensloop
De Jonghe werd baljuw grootkruis in de Soevereine Orde van Malta. Hij werd ook voorzitter en kanselier van de Belgische vereniging van de leden van de Orde van Malta. Hij was bestuurder-penningmeester van de Vereniging van de Adel
In 1967 werd hij effectief lid van de Raad van Adel en van 1984 tot 1987 was hij er voorzitter van. Hij was ook lid van de Internationale academie voor heraldiek.

## Publicaties
- (samen met baron DE RYCKMAN DE BETZ), Armorial et Biographies des chanceliers et conseillers de Brabant, in: Tablettes du Brabant, 4 volumes, Hombeek, 1956-1957.
- (samen met L. ROBYNS DE SCHNEIDAUER), Une curieuse découverte. Les portraits (datés 1530 et armoriés) de Barthéllemy Rubbens et de son épouse Barbe Arents dit Spierinck, grands-parenyts paternels de Pierre-Paul Rubens, in: Revue belge d'archéologie et d'histoire, 1959.